# The Rocky Horror Punk Rock Show
The Rocky Horror Punk Rock Show é um álbum-tributo ao cultuado filme The Rocky Horror Picture Show. Neste álbum, várias bandas de punk rock interpretam as músicas que fizeram parte da trilha sonora do filme, sendo esse um musical lançado em 1975.

## Faixas
1. "Science Fiction/Double Feature" - Me First and the Gimme Gimmes 2:35
2. "Dammit, Janet" - Love Equals Death 2:06
3. "Over at the Frankenstein Place" - Alkaline Trio 2:32
4. "The Time Warp" - The Groovie Ghoulies 3:04
5. "Sweet Transvestite" - Apocalypse Hoboken 3:21
6. "The Sword of Damocles" - The Independents 1:50
7. "I Can Make You a Man" - Pansy Division 1:51
8. "Hot Patootie (Bless My Soul)" - The Phenomenauts 2:46
9. "I Can Make You A Man (Reprise)" - The Secretions 1:22
10. "Touch-A, Touch-A, Touch Me" - Caroline No 2:05
11. "Once in a While" - Big D and the Kids Table 7:04
12. "Eddie's Teddy" - Swingin' Utters 02:44
13. "Planet, Schmanet, Janet" - Tsunami Bomb 2:38
14. "Rose Tint My World/Floor Show" - Luckie Strike 1:20
15. "Fanfare/Don't Dream It" - Stunt Monkey 2:33
16. "Wild and Untamed Thing" - Gametime 2:02
17. "I'm Going Home" - The Migranes 2:44
18. "Super Heroes" - Ruth's Hat 1:54
19. "Science Fiction Double Feature (Reprise)" - The Ataris 1:34